# Antígono I Monóftalmos
Antígono I el Tuerto (en griego: Ἀντίγονος ὁ Μονόφθαλμος, Antígonos Monoftalmos) (382 a. C.-301 a. C.) fue un noble, general y sátrapa macedonio al servicio de Filipo II y Alejandro III. Con posterioridad fue uno de los más destacados diádocos.
Después de la muerte de Alejandro Magno, sus generales se repartieron el imperio, y disputaron durante veinte años grandes guerras para obtener el poder. Fueron los llamados diádocos, (διἀδοχος) sucesores o herederos. Después de estos antiguos generales, gobernaron los llamados epígonos (ἐπίγονος), los nacidos después o sucesores. La lucha entre ellos para obtener el poder y la hegemonía duró casi cincuenta años, hasta el año 281 a. C. en que murió el último de los diádocos, Seleuco.
Junto con Ptolomeo (que más tarde sería Ptolomeo I Sóter) y Seleuco (luego Seleuco I Nicátor), Antígono acompañó a Alejandro cuando este emprendió la guerra contra Persia, en la primavera del 334 a. C. Juntos cruzaron el Helesponto con un ejército de cerca de treinta y cinco mil hombres provenientes de Macedonia y de toda Grecia. Juzgándolo demasiado anciano para acompañarle en sus conquistas, Alejandro lo dejó a cargo de Frigia, (333 a. C.), que administró durante diez años.
A la muerte de Alejandro Magno, se hizo con casi todo su imperio (además de haberse apoderado del tesoro real), con la intención de reunir bajo su mandato todas las tierras conquistadas por aquel. Había sido lugarteniente y gobernador de Bitinia (a orillas del lago Ascanio) y más tarde, en el 316 a. C., fundó la ciudad de Antigonia que después sería conocida como Nicea (actual Iznik en Turquía). Derrotó uno por uno a sus rivales, a Eumenes de Cardia y en Cretópolis a Alcetas (318 a. C.). En el año 306 a. C. tenía un ejército de ochenta mil infantes, ocho mil jinetes y ochenta y tres elefantes.
Pero todos los demás generales se unieron contra él y le presentaron batalla en Ipso, en el año 301 a. C., en Frigia, en el centro de Asia Menor. Murió en la contienda. Su hijo fue Demetrio Poliorcetes, que llegó a ser rey de Macedonia. Los historiadores señalan que padre e hijo fueron los mayores instigadores y en parte responsables de todas las intrigas y peleas que hubo entre los generales (diádocos) a la muerte de Alejandro.

## Origen incierto

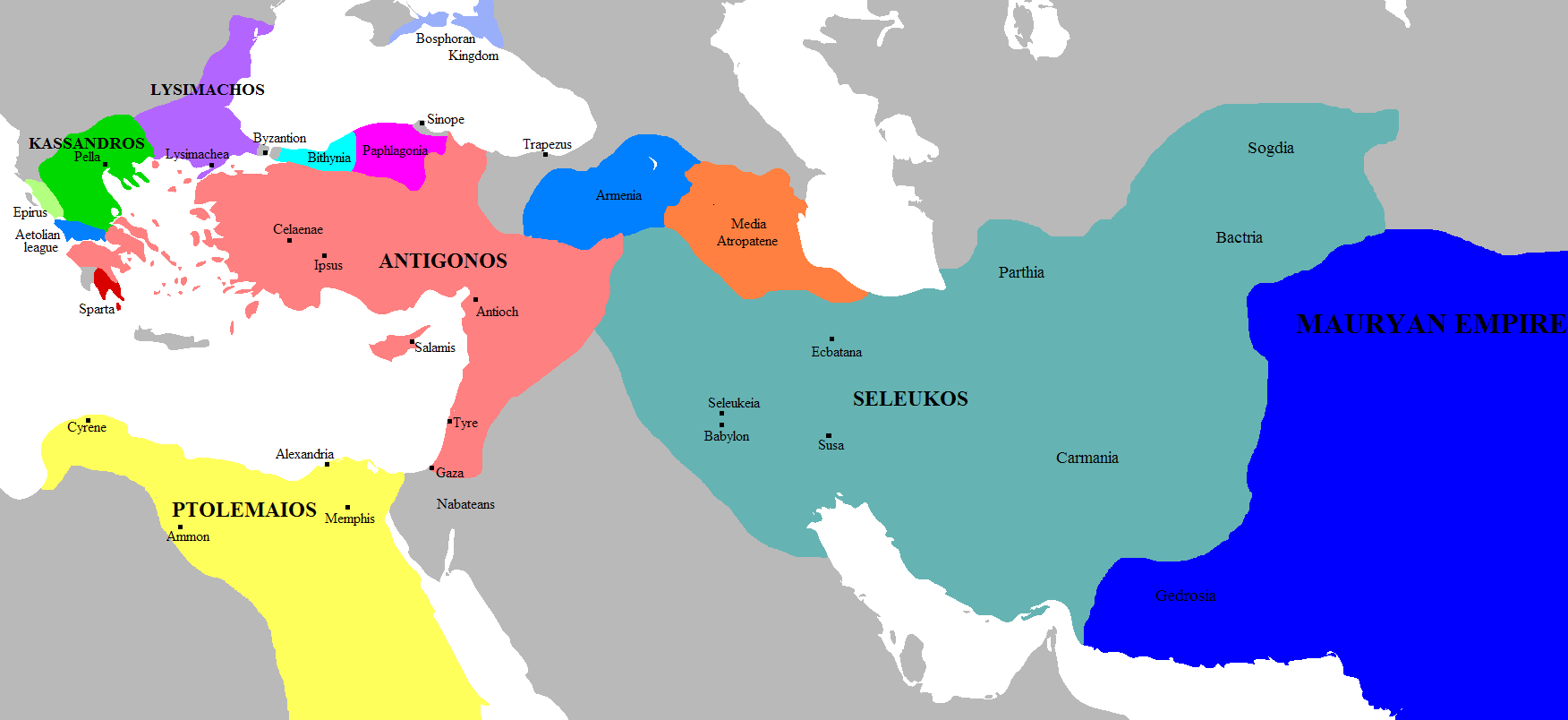
Mapa de los reinos sucesores antes de la batalla de Ipsus.

No hay acuerdo entre los historiadores sobre su origen. Era hijo de un tal Filipo y quizá perteneció a una familia noble, tal vez incluso a la principesca de Elimea en tanto que nieto de Derdas III (y, en consecuencia, primo de Hárpalo). Pero Claudio Eliano, que sigue a Duris de Samos, afirma que era de origen humilde; señala que era un autourgos, es decir, un campesino o alguien hecho a sí mismo. No obstante, Duris se burla de los diádocos en sus Macedónicas  y Eliano no es muy fiable como fuente histórica. Por su parte, Diodoro también dice que Antígono tenía orígenes plebeyos, o que al menos que aquel al que consideraba el mayor rey su época no era hijo de rey. Por el contrario, su matrimonio con Estratónice parece indicar que provenía de noble linaje. Esta, a quien desposó hacia el 340 a. C., era hija del «rey» Korragos, de Lincéstide o Oréstide y estaba emparentado con los primeros argéadas.
Se cree que se crio con su madre en Pela y que debió de tener al menos dos hermanos varones, uno de ellos de nombre Demetrio, y otro medio hermano, el historiador Marsias de Pela. Ptolomeo se llamaba uno de sus sobrinos, otro Telesforo y un tercero Dioscúrides; los tres sirvieron a sus órdenes. Tuvo también dos hijos: Demetrio el «expugnador de ciudades» y futuro rey de Macedonia y Filipo, del que se conoce poco, pero que parece que acompañó a su padre en sus campañas militares.
Los antiguos lo apodaron «Monoftalmos» («el Tuerto»), porque parece que efectivamente perdió un ojo en una lid de fecha desconocida pero en todo caso anterior a las campañas de Alejandro Magno. Un sofista de nombre Teócrito —no el poeta bucólico del mismo nombre— fue condenado a muerte por compararlo con un cíclope, según Plutarco.

## General y sátrapa

### Comienzos
Sirvió primero como oficial y compañero de Filipo II, por lo que era de la primera generación de oficiales a la que también pertenecían Antípatro, Parmenión y Poliperconte. Tenía unos cuarenta y seis años cuando falleció Filipo. Parece que formó parte del séquito de Alejandro Magno, incluso del consejo real. Era strategos del contingente de aliados griegos de la Liga de Corinto al principio de la expedición del 334 a. C. y tenía siete mil soldados a sus órdenes. El grado no suponía un mando efectivo de tropa puesto que este contingente heterogéneo participaba poco en las batallas campales, por lo que a Antígono se lo encuentra más a menudo junto a Alejandro que al frente de sus soldados.
Alejandro le encomendó una embajada ante la ciudad de Priene, en Jonia en agosto del 334, encargo de confianza que superaba sus prerrogativas de mero general. Se conoce por un decreto de la ciudad en el que se le otorgan los honores (ciudadanía, derecho de propiedad, cargo de próxeno, etc.); si bien se desconocen los detalles de la empresa, se cree que se trató de que el general tomase posesión de la ciudad en nombre del rey mediante la concesión de derechos, como en el caso similar de Parmenión con Magnesia del Meandro.
Se le confió la satrapía de la Gran Frigia en el 333 a. C. para que la sometiese tras la victoria de Gránico; debía asimismo asegurar las comunicaciones con Grecia. El camino principal pasaba precisamente por la capital de la región, Celenas. Este nombramiento es prueba de la gran confianza que tenía el rey en su capacidad militar, ya que el encargo comportaba la conquista de Celenas.

### Sátrapa de la Frigia Mayor (333-323 a.C.)

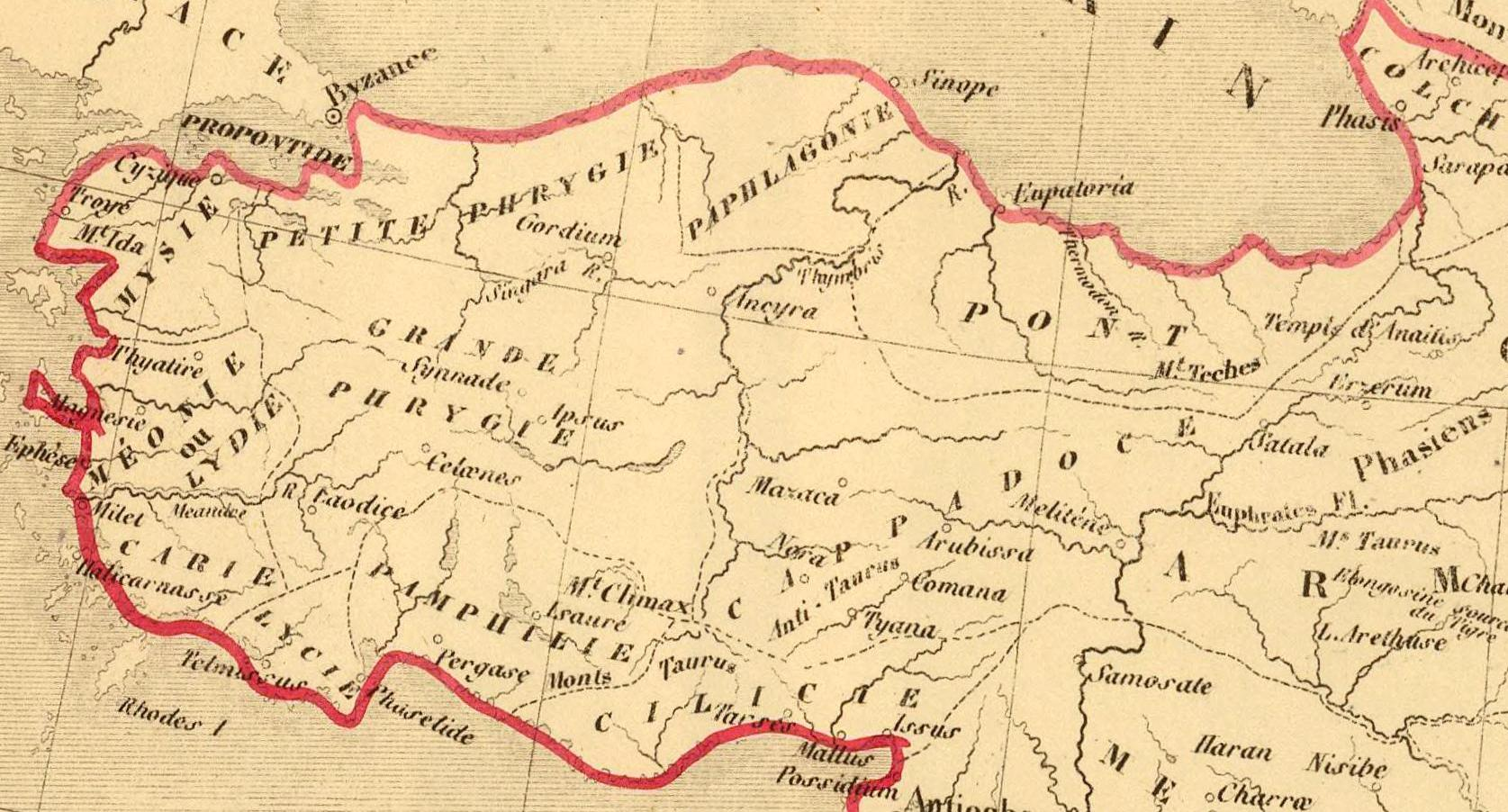
Asia Menor en la época de los diádocos.

El largo gobierno de la Frigia Mayor le permitió emplear sus dotes militares, diplomáticas y políticas. La región carecía de ciudades griegas y estaba situada en una ubicación estratégica del imperio: a ella iban a parar las rutas que conectaban Oriente con el mar Egeo; además, estaba bien comunicada con el norte y el sur de la península anatolia. Tres carreteras diferentes de las que unían Susa con el Asia Menor occidental pasaban por Celenas, importante etapa de las rutas caravaneras.
Alejandro Magno llegó a la ciudad a comienzos del 333 a. C. Una gran acrópolis la dominaba, en la que el sátrapa Aticies había apostado una guarnición de mil carios y cien mercenarios griegos. Como deseaba alcanzar cuanto antes Gordio, Alejandro no se entretuvo en poner cerco a la ciudadela. Confió a Antígono el gobierno de la satrapía y el mando de un cuerpo de mil quinientos mercenarios Los asediados acabaron rindiéndose por hambre  a finales de abril y principios de mayo y Antígono los sumó a sus filas. El sometimiento de la plaza le dio el control de la satrapía que, sin embargo, por entonces estaba rodeada de regiones hostiles: Bitinia seguía siendo independiente, Paflagonia, capadocia y Licaonia estaban en manos de sátrapas persas, y Isauria y Pisidia no reconocían la autoridad macedonia. A ello había que añadir que Memnón de Rodas y Farnabazo II habían emprendido una reconquista del mar y trataban de bloquear a Alejandro, que asediaba Tiro en el invierno del 333-332 a. C.
Las tropas persas que habían sobrevivido a la derrota de Issos, al menos veinte mil jinetes al mando de Nabarzanes, trataron entonces de recuperar Lidia y el resto de Asia Menor. Alejandro dio a Antígono un mando general temporal para afrontar la amenaza que le daba autoridad sobre los sátrapas de las provincias amenazadas por Nabarzanes: Calas de la Frigia Menor, Balacro de Cilicia y Nearco de Licia-Panfilia. Antígono venció al enemigo en tres batallas disputadas en Capadocia y Paflagonia durante la primavera del 332 a. C. Solo se le resistió Capadocia, gobernada por Ariarates I, región que Alejandro no había conquistado tampoco. Las tropas persas vencidas no eran, sin embargo, meras bandas de supervivientes de Issos, sino unidades bien adiestradas y encuadradas. La triple victoria supuso la expulsión definitiva de Anatolia de los persas; al mismo tiempo la flota macedonia hizo retroceder a la de Autofradates evitando que esta desbaratase las comunicaciones terrestres y marítimas de Alejandro.
Antígono residió en la capital de su provincia, Celenas, desde el 332 a. C. Las fuentes clásicas apenas aportan datos sobre la gestión que hizo de la provincia. Tras apoderarse de Licaonia, se adueñó de  Licia-Panfilia en el 300 a. C. Se cree que esta última se englobó a partir de entonces a la Frigia Mayor. Los territorios dominados por Antígono formaron desde entonces una única satrapía homogénea, la mayor de Anatolia, con una amplia costa y el dominio de las rutas por las que llegaban los refuerzos militares desde Europa.
Aunque se conoce mal la administración que hizo de la satrapía, se supone que el temperamento pacífico de los habitantes le permitió lucir sus dotes de organizador en un región que era rica en agricultura y en personalidades. Algunos historiadores modernos afirman que Frigia conservó estructuras feudales durante el período alejandrino, como señoríos de terratenientes persas, con autonomía económica y militar. Otros, por el contrario, creen que tanto Alejandro como Antígono hicieron de la región una tierra de la Corona (chôra basilikè), sometida a impuestos onerosos. Las estructuras socioeconómicas aqueménidas perduraron, en todo caso, hasta la posterior etapa de los reinos helenísticos, como el método de producción asiática en el que los pueblos carecían de propiedad privada. Esta característica, chocante para los grecomacedonios, funcionaba sin problemas en la región, que carecía de ciudades griegas.
La Frigia Mayor gozó de diez años de paz durante el período que la gobernó Antígono. Esto permitió mantener abiertas la rutas que conectaban el oeste con el este y supuso neutralizar a las poblaciones que se dedicaban habitualmente al pillaje, como era el caso de los pisidios. Parece que Antígono también mantuvo la presión fiscal sobre el campesinado frigio (laoi) y quizá incluso la aumentó. Así, para el 323 a. C., había cumplido la tarea que le habían encomendado. Ninguna fuente aclara cuáles eran por entonces sus relaciones con el rey. Plutarco no lo cita entre aquellos sátrapas con los que se carteaba Alejandro. Antígono tampoco envió refuerzos al ejército real, a diferencia de otros de sus colegas como Menandro o Nearco, ni participó en las celebraciones de la expedición oriental como las bodas de Susa. Claudio Eliano sospecha que Alejandro desconfiaba de las ambiciones de Antígono, pero sus textos, que en esto siguen a Duris de Samos, carecen de fiabilidad y son, fundamentalmente, juicios morales de los diádocos.

### Primera guerra de los diádocos
Antígono no participó en el pacto de Babilonia que repartió el imperio al morir Alejandro Magno en junio del 323 a. C. Mantuvo la satrapía de la Frigia Mayor a la que había añadido Licia y Panfilia. Insatisfecho con el reparto, se sumó en el 321 a. C. a la liga de Antípatro, Ptolomeo y Crátero ccontra el quiliarca imperial, Pérdicas, que trataba de imponer su autoridad y eliminar las fuerzas centrífugas que amenazaban la unidad del imperio.
Se enemistó con Pérdicas en el 323 a. C. al negarse, junto con Leonato, a ayudar a Eumenes de Cardia a apoderarse de Capadocia como se había acordado en Babilonia. Criticó también el plan de matrimonio de Pérdicas con la hermana del difunto Alejandro,Cleopatra. El quiliarca lo convocó para que se presentase ante un tribunal (quizá la asamblea macedonia), pero prefirió huir con su familia y buscar el amparo de Antípatro en el 322 a. C. En la primera de las guerras de los Diádocos tuvo un papel secundario, de mero seguidor del regente de Macedonia. Fue jefe de la escuadra en el Mediterráneo oriental, encargado de controlar los estrechos helespónticos entre el mar Egeo y el Negro.
Desembarcó en Éfeso en la primavera del 321 a. C. con el objetivo de colaborar con Antípatro y Crátero en la campaña que llevaban a cabo contra Eumenes, strategos de Pérdicas en Asia Menor; este, por su parte, intentaba invadir Egipto, en manos de Ptolomeo. Antígono marchó hacia Sardes donde se encontraba por entonces Eumenes, que huyó a Capadocia con la ayuda de Cleopatra, deseosa de auxiliar a este decidido partidarios de la dinastía argéada y de favorecer la causa de su prometido. Ese mismo año, al tiempo que Antípatro lograba evitar a Eumenes, que había vencido a Crátero, y alcanzar Egipto para unirse a la lucha contra Pérdicas, Antígono batió a la flota de este en Chipre.

### Strategosde Asia
La muerte de Pérdicas en el 321 a. C. durante la campaña de Egipto cambió súbitamente la situación y precipitó un nuevo reparto del imperio mediante el Pacto de Triparadiso, acordado en Siria. Estalló entonces un alzamiento, fomentado por la ambiciosa Eurídice II, esposa de Filipo III. Aprovechando el fallecimiento de Crátero, intentó imponer su tutela al rey, deficiente mental, y atizó un levantamiento contra Antípatro. La rebelión sorprendió al principio a Antígono y Seleuco, pero el primero logró sofocarla. Este episodio fue una muestra más de que en Macedonia el ejército escogía en última instancia al soberano. La principal decisión de la reunión de Triparadisos fue confirmar la regencia de Antípatro y de hacerle tutor de Filipo III y de Alejandro IV. Hubo asimismo un nuevo reparto de las satrapías. Ptolomeo conservó Egipto, pero Seleuco obtuvo la provincia de Babilonia.
La suerte de Antígono mejoró notablemente gracias al vacío político creado: a su satrapía de Frigia, Licia y Panfilia sumó la Licaonia. También se le encomendó poner fin a la guerra con Eumenes de Cardia, cuyas tierras de Capadocia lindaban con las suyas. Antípatro le dio el mando del ejército con el título de strategos de Asia y le confió la custodia de los reyes. Antígono un virrey de hecho, con mayor poder que ningún otro de los diádocos, salvo quizá Ptolomeo, enfrascado por entonces en afianzar su control de Egipto. Antípatro le envió como segundo a su propio hijo Casandro, nuevo quiliarca de la caballería de los «compañeros». La mala relación entre Antígono y Casandro resultó fatal: ninguno estaba dispuesto a ceder protagonismo al otro. El conflicto entre ambos se desencadenó cuando Casandro convenció a su progenitor para que se llevase consigo a los reyes. Por entonces, sin embargo, Antípatro no podía permitirse enemistarse con Antígono, por lo que llevó a cabo la maniobra, en la práctica provocativa para con este, con delicadeza. Para evitar desafiar abiertamente a Antígono, le ofreció a su hija Fila en matrimonio; esta desposó en efecto al hijo de Antígono Demetrio y tuvo con él a Antígono II Gónatas.
Antígono se encargó de eliminar a los últimos partidarios del difunto Pérdicas, como su hermano Alcetas y, sobre todo, Eumenes de Cardia. Reunió sus tropas y se encaminó a Capadocia, donde se había refugiado Eumenes tras saquear Frigia, la satrapía de Antígono, e invernar en Celenas, la capital de esta. Esta campaña de Antígono empezó en el 320 a. C.; contó este con diez mil peones, cinco mil de ellos macedonios, dos mil jinetes y treinta elefantes. La batalla principal se libró en el país de los orcinios, en Capadocia, y se saldó con la victoria de Antígono en la primavera del 319 a. C. Eumenes sufrió numerosas deserciones: la falange macedonia se pasó a las filas enemigas. El vencido se refugió en la fortaleza de Nora, en los confines de Capadocia lindantes con Licaonia; Antígono, por su parte, marchó contra Alcetas, quien, vencido en Pisidia, se suicidó.

### Lucha contra Eumenes de Cardia
La muerte de Antípatro en el verano del 319 a. C. cambió la situación y atizó la ambición de Antígono. Este dominaba por entonces la mayor parte de Asia Menor y se consideraba el único capaz de heredar el imperio. De hecho, fue la figura fundamental del Oriente helenístico durante los quince años siguientes. Los otros diádocos, pese a sus ambiciones, no competían realmente con los proyectos imperiales de Antígono: fundamentalmente se limitaban a tratar de garantizarse un feudo personal, aunque esto favorecía la disgregación del imperio. Antígono, por el contrario, ansiaba apoderarse del conjunto del imperio alejandrino. Por entonces tenía casi sesenta y cinco años, pero demostró gran habilidad militar, con el apoyo de su capaz hijo Demetrio, uno de los caudillos militares más brillantes de la época.
Poliperconte sucedió a Antípatro en el cargo de regente de Macedonia, en detrimento de Casandro, y se coligó con Eumenes de Cardia contra Antígono. Este estaba ocupado en apoderarse de las satrapías de Lidia y Frigia, por lo que Antígono pactó un armisticio con Eumenes con la mediación de Jerónimo de Cardia. Trató de atraérselo, pero el antiguo canciller del difunto Alejandro permaneció fiel a los argéadas y fue nombrado por Poliperconte jefe del «ejército real» con el título de strategos de Asia, con el encargo de vencer a Antígono quien, aliado a Casandro y Ptolomeo, rehusaba reconocer la autoridad del nuevo regente.
Antígono aparece por entonces como enemigo personal de Filipo III. Poliperconte ordenó a su flota, que mandaba Clito, que impidiese a Antígono atravesar el Helesponto desde la Frigia helespóntica y apoderarse de Filipo, por entonces refugiado en Cío. Sin embargo, Casandro ordenó a su almirante Nicanor que zarpase de Calcedonia; a este su unió al poco Antígono y los dos reunieron una escuadra de unas cien naves. Con la ayuda de los aliados bizantinos, Antígono, pero sin strategos, superó una situación apurada al atacar de noche el campamento del enemigo y destruir su flota. Diodoro calcula que Antígono «alcanzó gran fama entre los suyos por tamaña victoria. Desde ese momento, planeó hacerse señor de los mares y amo incontestable del imperio asiático». Marchó así hacia Cilicia al frente de veinte mil soldados de infantería y cuatro mil de caballería, para atacar a Eumenes antes de que este pudiese reunir un gran ejército; llevaba consigo oficiales macedonios partidarios de  Alcetas, hermano de Perdiccas, en calidad de rehenes, para que este no acudiese en socorro de Eumenes.
Eumenes logró pese a todo formar una liga con los sátrapas de las provincias orientales con el objetivo de alejar a Antígono de sus bases y de sacar los tesoros reales, como el de Susa. Arrebató la ciudadela de Babilonia Seleuco, aliado de Antígono. Estos hechos, que narra Diodoro Sículo, aparecen asimismo en las crónicas babilonias llamadas Crónicas de los Diádocos. Eumenes llegó a Susiana durante el invierno del 318-317 a. C., donde pensaba reunir las tropas de las provincias orientales, con los elefantes de Eudamo y los soldados del ambicioso Peucestas, el somatophylakes del difunto Alejandro. Eumenes dispuso sus defensas a lo largo del Tigris, pero ello no impidió a Antígono alcanzar Susiana y unir fuerzas con Pitón, el sátrapa de Media, y las de Seleuco, a las que encarga sitiar la ciudadela de Susa. Eumenes cruzó el Tigris y batió a Antígono a orillas del Coprates. El vencido se retiró a Media, amenazando así las posesiones de los sátrapas que se había aliado a Eumenes.
Antígono avanzó a continuación hacia Persia, mientras que el ejército real se adelantaba para hacerle frente y lo encontró en Paraitacene. Eumenes trató de dar batalla, pero lo áspero del terreno evitó el choque; Antígono pudo emprender la retirada hacia Gabiana para asegurar el abastecimiento de sus tropas. Eumenes logró, empero, alcanzarlo y prepararse para obligarlo a combatir. La batalla de Paraitacene (finales del 317 a. C.) acabó sin un vencedor claro y Antígono volvió a Media. Eumenes decidió no perseguirlo e invernar en Gabiana, en los confines de Persia  y Media. Unas semanas después, Antígono decidió retomar las operaciones y marchó velozmente contra las fuerzas aún dispersas del enemigo atravesando la meseta desértica iraní. Pero el enemigo descubrió a los agotados soldados de Antígono; Eumenes fingió haber reunido a sus tropas y tenerlas listas para la batalla para ganar tiempo y agruparlo realmente, cosa que logró. Antígono atacó un convoy de elefantes que se hallaba alejado del grueso de las fuerzas enemigas, pero Eumenes pudo enviarle socorros.
Los dos generales se aprestaron a librar batalla en Gabiana (enero de 316). Eumenes fue apresado por la traición de Peucestas, Argiráspidas, Antígenes y Teutamo, y el tren de bagajes capturado; a Eumenes se lo pasó por las armas al punto, según lo estipulado en el Pacto de Triparadiso.  El sátrapa de la India, Eudamo, así como Antígenes y Teutamo, sufrieron la misma suerte. Jerónimo de Cardia, el futuro historiador de la época de los diádocos, se sometió entonces a Antígono.
A partir de entonces Antígono obró a su antojo. Su aliado del momento, Casandro, arrebató Macedonia a Olimpíade; Antígono, por su parte, se dedicó a reorganizar Asia, actuando como soberano de la región. Destituyó sin miramientos a diversos sátrapas y los sustituyó por otros más fieles a su persona. Así, por ejemplo, Peucestas, al que debía la victoria sobre Eumenes, perdió pese a ello el gobierno Persia, donde contaba con simpatías. Pitón, que deseaba hacerse con el dominio de las satrapías de la Alta Asia, fue ajusticiado. Antígono acudió luego a Babilonia para ajustar cuentas con Seleuco, que había actuado en su propio beneficio; este huyó de la ciudad. Antígono, imitando en esto el pragmatismo de Alejandro, no tuvo reparos en entregar puestos clave a persas. Se apoderó del tesoro real de  Cyinda (Cilicia), que se calcula en diez mil talentos, a los que suma unos ingresos anuales de otros once mil. Ello hizo de él el más poderoso y rico de los diádocos.

## Primera coalición contra él

### Proclama de Tiro
Tras vencer a Eumenes, reclamó para sí la mayor parte de las satrapías asiáticas, se apoderó de los tesoros de Susa, entró en Babilonia en el 315 a. C. y se hizo con casi todos los territorios asiáticos del imperio alejandrino. Seleuco se refugió en Egipto y formó una liga contra él de la que formaron parte Lisímaco y Casandro, nuevo regente de Macedonia. Los coligados presentaron le presentaron un ultimátum en el que le exigían que devolviese las provincias a los sátrapas que había destituido y que compartiese el tesoro que había arrebatado a Eumenes, que había recibido a su vez de Poliperconte. Se hizo inevitable el enfrentamiento entre Antígono y Ptolomeo, si bien aquel preparaba una campaña para apoderarse de Grecia. Antígono invadió el Levante, que Ptolomeo había evacuado tras habérsela arrebatado antes a Laomedonte de Mitilene, pero pasó más de un año asediando Tiro, en Fenicia, defendida encarnizadamente por una guarnición de su contrincante.
Proclamó su deseo de devolver la libertad a las ciudades griegas en la proclama de Tiro del 315 a. C. con el fin de debilitar a Casandro y, en menor medida, a Lisímaco (que dominaba a la sazón Tracia y el Helesponto). Apoyó a los partidarios de la democracia puesto que Casandro hacía lo propio con los de la oligarcía. Esperaba con ello que las ciudades se alzasen contra Casandro. Ptolomeo lo imitó y anunció a su vez su respaldo a la autonomía de las ciudades. Antígono, por su parte, favoreció la formación de la Liga de los insulares en las islas Cícladas y envió soldados a Grecia.
En la proclama de Tiro, que Antígono hizo en nombre de su ejército, castigaba a Casandro por el asesinato de Olimpia, perpetrado en el 316 a. C., lo acusaba de doblez y de crueldad, por haber prometido a la reina que salvaría la vida si se rendía, para hacerla matar después. También lo acusó de mantener cautiva a Roxana y al jovenAlejandro IV y de haber obligado a la medio hermana de Alejandro,Tesalónica a casarse. En la misma proclama se arrogó el título de protector del joven rey, que sumó al de strategos de Asia. Casandro no era el adversario más formidable en lo militar, pero sí el señor de Macedonia, con su importante potencial bélico, que podía movilizar en su favor mediante el reclutamiento. Además tenía en su poder al rey legítimo y vínculos con la dinastía argéada en virtud de su matrimonio con Tesalónica. Así empezó una guerra entre los dos que duró trece años.

### Ofensiva de Antígono
La suerte sonrió a Antígono entre el 314 y el 313 a. C. Sin embargo, la caída de Tiro no le permitió proseguir e invadir Egipto y además hubo de someter a Asandro, sátrapa de Caria que se había rebelado contra él. Abandonó por ello el plan inicial y decidió llevar la guerra a Asia Menor, al tiempo que sus sobrinos Telesforo, Ptolomeo y Medio de Larisa desembarcaba en Grecia. Antígono se coligó con el rey de Bitinia y con las ciudades de Calcedón y Heraclea Póntica. Mientras Casandro iba perdiendo Grecia, Antígono venció a Asandro en el 313 a. C. y se apoderó de las ciudades de Jonia, entre ellas de Mileto, recobrando así las tierras de Asia Menor que habían escapado a su autoridad.
La lucha se desató en Grecia en el 315 a. C., mientras Antígono estaba todavía cercando Tiro, plaza fuerte de su contrincante Ptolomeo. Aristodemo de Mileto quedó encargado de llevar la proclama de Tiro a Grecia, donde muchos se adhirieron rápidamente a su causa, como la Liga Etolia. También lo hizo Poliperconte y el hijo de este, Alejandro; nombró al primero strategos del Peloponeso, donde se había refugiado. Se sumó a él también Eácides I de Epiro, rey de Epiro y sobrino de Olimpia, que era hostil a Casandro. Pero este reaccionó vigorosamente y penetró en el Peloponeso. Poliperconte, acosado, optó por rescindir la alianza que lo ligaba a Antígono y someterse a Casandro. Este se dirigió entonces contra Aristodemo, los etolios y los ilirios, aunque sin infligirles una derrota definitiva. En el 314 a. C. empero, recuperó las ciudades de Léucade, Apolonia y Epidamnos de manos de los ilirios. Entonces uno de los sobrinos de Antígono, Telesforo, desembarcó en Grecia merced a la colaboración de las islas del Egeo, principalmente de Lemnos, Imbros y Delos, que abandonaron a Casandro y restauraron la Liga de los insulares, formada fundamentalmente por islas del archipiélago de las Cícladas. Las distintas ciudades ayudaron a Antígono a formar una flota en torno al 315 a. C., cuando aún estaba asediando Tiro; esta le permitió enfrentarse a Casandro. En el 314, Medio de Larisa, uno de sus principales almirantes, destruyó la flota de Pidna, que había tomado partido por Casandro. Telesforo obtuvo varias victorias en el Peloponeso y Beocia al año siguiente. Antígono rehusó las solicitudes de paz que le hicieron en la conferencia del Helesponto. Otro de sus sobrino, Ptolomeo, intervino con éxito en Grecia ese mismo año, sofocando la revuelta de Telesforo, que se había rebelado. Medio venció también en el 312 a. C. a la flota de Casandro frente a la isla de Eubea. Además, Antígono debilitó a Lisímaco atizando contra él a las ciudades del Ponto Euxino, que se rebelaron.
Antígono se aprestaba a pasar a Grecia cuando Ptolomeo, siguiendo los consejos de Seleuco, se apoderó de Chipre y del Levante. Le hizo frente Demetrio, secundado por Pitón, pero Ptolomeo lo batió en la batalla de Gaza. El lágida pudo merced a esta victoria recobrar Fenicia y Celesiria y evitar la campaña que Antígono planeaba contra Grecia, pero Casandro y Lisímaco se hallaban muy debilitados, por lo que aceptaron la propuesta de paz del 312 a. C. Tras el revés sufrido por Demetrio en Gaza, Ptolomeo se enemistó pronto con su tío y se creó un principado en el Egeo con centro en Calcis, merced al control que obtuvo de la flota de Antígono. Se atrajo además a Fénix, que gobernaba para este la Frigia helespóntica. Trató de estrechar lazos con Casandro, quien lo disgustó al asesinar a Alejandro IV en el 309 a. C.
Seleuco atravesó al mismo tiempo las tierras de Antígono al frente de un reducido ejército y ocupó Babilonia, abriendo así un tercer frente a Antígono, que se sumó a los que ya tenía en Grecia y el Levante. Los acontecimientos del 312 obligaron pues a Antígono a posponer la campaña prevista en Grecia y Macedonia. Un nuevo ejército, que primero acaudilló Demetrio y luego el propio Antígono, obtuvo algunas victorias que obligaron a Ptolomeo a abandonar nuevamente Siria y Fenicia. Sin embargo, Antígono no pudo apoderarse de Egipto por el acoso al que le sometía Seleuco. Envió a Demetrio contra este, pero la campaña de Babilonia resultó un fracaso.

### La paz del 311 a.C.
Cuatro años de guerra habían pasado sin que ninguno de los diádocos se impusiese sobre sus rivales, pero cada vez se hacía más necesario pactar una tregua. En consecuencia, Lisímaco y Casandro enviaron una embajada a Antígono en el 311 a. C., a la que luego se sumó Ptolomeo. La paz que pactaron se conoce por un texto epigráfico incompleto que se descubrió en Escepsis, en Tróade. Es una carta de Antígono a los habitantes de la ciudad, probablemente un ejemplar de un anuncio a todas las de las que era señor, en la que proclama la libertad de los griegos. Parece que intensas negociaciones precedieron a la firma del pacto. El primer intento de acordar una tregua había fracasado en el 314 a. C. porque Ptolomeo rehusó las excesivas pretensiones de Antígono. Lo mismo sucedió con la llamada «conferencia del Helesponto» del 313 a. C. en la que participaron emisarios de Casandro. La situación de Antígono había empeorado, no obstante, en el 311 a. C.: la expedición de Demetrio contra Seleuco en Babilonia había concluido en derrota. Esto obligaba a Antígono a firmar una tregua con sus demás contrincantes para hacer frente a Seleuco, que no participó en las conversaciones. Parece, por lo tanto, que en esta ocasión la iniciativa de parlamentar provino de Antígono, a quien representó Aristodemo de Mileto.
Las dos principales disposiciones pactadas por los diádocos fueron que cada uno conservaría los territorios que dominaba en ese momento y la proclamación de la libertad de las ciudades griegas. Antígono quedaba como «strategos de Asia», por lo que la situación de Seleuco era teóricamente la de un mero sátrapa rebelde. Antígono parecía haberse hecho con la victoria en el conflicto. Conservaba intacto su imperio, cuyo núcleo era Anatolia, salvo por la pérdida de Babilonia. Conservaba también el tesoro real, cuya posesión no se puso en entredicho en las negociaciones. La proclamación de la libertad de los griegos era la conclusión del proceso que él mismo había desencadenado con la proclama de Tiro del 315 a. C. y un instrumento que podía utilizar contra sus contrincantes: si alguno de estos trataba de someter las ciudades griegas, creaba automáticamente un casus belli a Antígono para atacarlo. Sin embargo, era un arma de doble filo y una situación algo paradójica para las ciudades: se las invitaba a aceptar un tratado de cuya redacción habían sido excluidas. Esta situación se repitió en numerosas ocasiones durante la época helenística: las ciudades quedaban sometidas en la práctica al señor del territorio en el que se encontraban. En el texto epigráfico de Escepsis, Antígono exhorta a los griegos a suscribir la libertad que se les concede: «Por ello me parece conveniente que prestéis el juramento que se os solicita. Nos esforzaremos en el futuro por procuraros, a vosotros y a los demás griegos, todas las ventajas que estén en nuestra mano».
Antígono no alcanzó todos sus objetivos: no había debelado a ninguno de sus enemigos y tuvo que reconocer a Casandro como «strategos de Europa» (con lo que este recuperaba el control de las ciudades griegas europeas) y tutor del rey Alejandro IV. La paz supuso el fin de la dinastía argéada.

## Rey de Asia

Los reinos de Antígono y sus rivales en torno al 303 a. C.

### Reanudación del conflicto
La paz no duró mucho: Seleuco, que no había participado en las negociaciones, venció a Antígono en la guerra de Babilonia y le arrebató parte de sus satrapías entre el 310 y el 308 a. C. Ptolomeo codiciaba el Egeo, todavía indirectamente en poder de Antígono ya que lo controlaba la liga de los insulares y para apoderarse de él aprovechó el conflicto que enfrentó a su enemigo con su sobrino Ptolomeo, que se había creado un principado en Eubea, en torno a Calcis. Para entonces Antígono carecía de flota, pues los restos de su escuadra los tenía su sobrino, y Demetrio estaba enfrascado en la guerra con Seleuco.
Así las cosas Ptolomeo emprendió una victoriosa campaña contra las ciudades costeras de Asia Menor, en especial contra las de Cilicia y algunas del Egeo. Antígono, sin embargo, reaccionó de inmediato y Demetrio se dirigió al punto a Asia Menor. Ello no impidió que Ptolomeo conquistase las ciudades de Caria y Lidia en el 309 a. C. Al año siguiente Antígono hizo ajusticiar a Cleopatra, hermana de Alejandro que estaba prometida con Ptolomeo para privar a este de los derechos al trono imperial. Por su parte, Casandro había ordenado a Alejandro IV y su madre Roxana en el 310 a. C. Poliperconte mandó asesinar en el 309 a. C. al hijo de Alejandro y Barsine, Heracles, para congraciarse con Casandro. Esta serie de asesinatos extinguió la dinastía argéada y con ella desapareció el último impedimento para que los diádocos se proclamasen reyes.
Ptolomeo eliminó a su tocayo el sobrino de Antígono en el 308 a. C. Pactó además repartirse Grecia con Antígono, en una maniobra claramente dirigida contra Casandro y Poliperconte. Según lo acordado, él se quedaría con el territorio continental, mientras que las islas corresponderían a Antígono. El lágida desembarcó en el Peloponeso en el 308 a. C. y arrebató las ciudades de la zona a Casandro, sin dejar de proclamar en todo momento, como hacía Antígono, que defendía la libertad de las polis griegas. No obstante, los acontecimientos en Cirenaica, conquistada por Agatocles de Siracusa, lo preocupaban, que llevaba tiempo alejado del centro de su reino. Pese a las diversas victorias obtenidas, el balance final de la campaña griega fue ambiguo. Finalmente Ptolomeo pactó con Casandro y volvió a Egipto hacia el 308 a. C.

### Últimas victorias de Antígono y Demetrio
Antígono aprovechó que Seleuco estaba ocupado en la frontera oriental de su imperio, combatiendo con Chandragupta Maurya en torno al 308 a. C., para apoderarse del objeto esencial de sus ambiciones: Grecia y Macedonia. Aprestó una nueva flota, puesto que Ptolomeo se había apoderado de la anterior cuando se hizo con las tierras de su tocayo el sobrino de Antígono. Demetrio expulsó al oligarca Demetrio de Falero de Atenas en el 307 a. C., que había gobernado la ciudad en nombre de Casandro. Demetrio anunció que tenía intención de devolver la libertad a los griegos, siguiendo la política marcada por Antígono en la proclama de Tiro del 315 a. C. Seguidamente, se adueñó de Muniquia. Antígono y su hijo fueron objeto de culto heroico por parte de los atenienses desde el 307; se crearon dos nuevas tribus en su honor (las de Antigonis y Demetrias), señal de que la ciudad pretendía hacer de ellos sus protectores.
Esta situación era inaceptable para Ptolomeo: el nuevo poderío de Antígono lo amenazaba, por lo que armó una flota para atacar Siria. Esto hizo que Antígono convocase a Demetrio antes de que este pudiese arrebatar a Ptolomeo Corinto y Sición. Demetrio zarpó acompañado de Medio de Larisa con rumbo a Chipre y destruyó la escuadra de Ptolomeo frente a Salamina en el 306 a. C; el triunfo hizo que el dominio de la isla y del mar en torno a ella pasase a manos de Antígono.

### Asunción del título real
La gran victoria naval animó a Antígono a proclamarse rey (basileos o Βασιλεύς) junto con Demetrio: no había abandonado su sueño de restaurar el imperio alejandrino. Aristodemo de Mileto, encargado de anunciar la victoria de Salamina, parece haberse percatado de la importancia del momento; según Plutarco exclamó:«¡Salud, rey Antígono! Somos los vencedores de Ptolomeo.» Antígono parecía confirmarse en efecto como el sucesor de Alejandro Magno, sobre todo tras la desaparición de los últimos argéadas que no se debió principalmente a Antígono, salvo en el caso del asesinato de la hermana de Alejandro, Cleopatra en el 308 a. C. El rey presumía además de vínculos con los primeros argéadas merced a su matrimonio con Estratónice. El asociar a Demetrios al trono indica la intención de crear ua nueva dinastía.
Los otros diádocos (Ptolomeo, Seleuco, Casandro y Lisímaco) reaccionaron adoptando a su vez el título real a partir del 305 a. C. Se opusieron así a las pretensiones imperiales de Antígono y trataron de legitimar su propio poder. El título además no afectaba únicamente a griegos y macedonios, sino también los demás pueblos del imperio alejandrino, sometidos a los diádocos. La consecuencia principal fue la desintegración legal y definitiva del imperio y el surgimiento oficial de los reinos helenísticos.
Siguiendo los pasos de Alejandro, Antígono fundó en torno al 316 a. C. una ciudad en Bitinia aprovechando un asentamiento griego anterior con colonos beocios, a la que bautizó con el nombre de Antigonia (la futura Nicea). Fundó otra Antigonia junto al Orontes, en Siria en el 307 a. C., con colonos grecomacedonios. Para disponer de una base comercial a la entrada del Helesponto, fundó mediante sinecismo una tercera ciudad en Tróade, nuevamente con el nombre de Antigonia: la futura Alejandría de Tróade; sus habitantes fueron campesinos de la comarca, asentados en la ciudad por la fuerza.

## Segunda coalición contra él

### Asedio de Rodas
Animado por la proclamación como rey, Antígono reunió un ejército y una flota de tamaño considerable, cuyo mando confió a Demetrio y se dispuso a atacar las tierras de Ptolomeo en el 305 a. C. La invasión de Egipto se saldó, empero, con una derrota: Demetrio no consiguió desbaratar las defensas enemigas y hubo de retirarse. Ptolomeo aprovechó la victoria para proclamarse también rey (basileos).
Antígono decidió entonces apoderarse de Rodas, ligada al Egipto ptolemaico por intereses comerciales. El papel de la ciudad como guardiana de los mares en un momento de conflictos y de auge de la piratería le confería gran prestigio. Sin embargo, el motivo fundamental por el que Antígono deseaba adueñarse de ella era por su situación estratégica. Dominaba Chipre desde la batalla de Salamina, por lo que ocupar Rodas (que Demetrio había tratado infructuosamente de malquistar con Ptolomeo tras vencer en Chipre) le permitiría hacerse con las comunicaciones en el Mediterráneo oriental y en el Gegeo. El revés sufrido en Egipto requería también la conquista de la isla para impedir que Ptolomeo crease una potencia marítima que ya había estado a punto de alcanzar en el 308 a. C. Las proclamas en favor de la libertad de los griegos, que no había cesado de repetir desde la de Tiro del 315, no le impedían perseguir sus intereses personales cuando chocaban con ella. En este caso pretextó que la ciudad no le había ayudado en la campaña contra Egipto para atacarla.
Antígono despachó a Demetrio a la conquista de la ciudad insular. El subsiguiente asedio duró más de un año y es uno de los más famosos de la Antigüedad. A Demetrio le supuso la obtención del sobrenombre de «Poliorcetes» («expugnador de ciudades»), aunque no la conquistó por completo. Empleó numerosas máquinas de asedio (entre ellas, de helépolis), pero los rodios se defendieron con denuedo. Ptolomeo, Casandro y Lisímaco les enviaron abastos, lo que no evitó que estuviesen a punto de capitular en el 304 a. C. El propio Ptolomeo acabó por aconsejarles que parlamentasen con Demetrio. Los etolios sirvieron de mediadores y los dos bandos alcanzaron un acuerdo que obligaba a los rodios a coligarse con Antígono y a entregarle rehenes, pero quedaban exentos de combatir contra Egipto.

### La guerra en Grecia y el resurgimiento de la liga de Corinto
Demetrio tuvo que abandonar el dilatado cerco de Rodas porque Casandro había reanudado las hostilidades en Grecia. Asediaba Atenas desde el 307 a. C., acción que marcó el comienzo de la llamada «guerra de los Cuatro Años». La ciudad estaba a punto de caer, pese al auxilio de los etolios, a los que Casandro hizo retirarse. Antígono envió entonces a Demetrio, que desembarcó en Beocia y empujó al enemigo al norte de las Termópilas en el 304 a. C. Antígono exigió a Casandro que se sometiese incondicionalmente. Beocia y Fócide lo hicieron; los antigónidas cedieron a Atenas Filé, Salamina y Panacto para mantener la alianza con la ciudad ática. La guerra griega concluyó con la victoria de Antígono y Demetrio. Este se apoderó también entre el 304 y el 302 a. C. de Sición, que refundó por el método del sinecismo, Corinto y del resto del Peloponeso a excepción de Mantinea, que siguió en poder de Casandro.
Demetrio, representado por Adimanto de Lámpsaco, reconstituyó la liga de Corinto en el 302 a. C. como indican varias inscripciones epigráficas como la de Epidauro. Esta agrupó a la mayor parte de los Estados griegos salvo Esparta, Mesenia y Tesalia. Fue el acto principal de la política griega de Demetrio. La finalidad de la liga había cambiado respecto de los tiempos de Filipo II, como creía erróneamente Plutarco y algunos historiadores modernos. En el 337 a C. el rey macedonio había buscado una paz que pusiese fin a varios años de conflicto, mientras que la liga resucitada por Antígono y Demetrio tenía por meta la conquista de Macedonia, que había que arrebatar a Casandro. Era, por tanto, un instrumento más para favorecer la dominación antigónida; Antígono mandó las tropas de la liga en el 336 y en el 334 a. C, y una guarnición macedonia permaneció más de sesenta años en Corinto, como señal de a quién servía la liga. Aún existía cuando Poliperconte perdonó mediante una amnistía a las ciudades que se habían rebelado en la guerra lamiaca del 318 a. C.

### Hacia la batalla de Ipsos

Los reinos de los diádocos en 301 a. C., tras la derrota de Antígono en Ipsos:
Seleuco
Ptolomeo
Lisímaco
Casandro
Epiro

Los otros diádocos no podían permitir que Antígono arrebatase sus territorios a Casandro. Las negociaciones entre ellos del 304 a. C. llevaron a la firma de una nueva liga contra el viejo rey (tenía por entonces casi ochenta años). Las fuerzas estaban, empero, equilibradas dado que la inmensidad y la riqueza del reino de Antígono le permitieron reunir efectivos considerables, más o menos iguales a los setenta u ochenta mil soldados que sus enemigos llevaron a Ipsos. Este poderío obligaba a los contrincantes de Antígono a unir fuerzas para poder hacerle frente. Esto requería tiempo y a ello se debió el audaz plan que pusieron en marcha: una defensa enconada en Europa frente a Demetrio mientras en Asia Lisímaco trataba de sorprender al enemigo común y seguido de unos parlamentos que les permitiesen agrupar sus dispersos ejércitos.
El primero en poner en marcha fue Lisímaco, en la primavera del 302 a. C. Desembarcó en la Frigia helespóntica con la colaboración de tropas de Casandro; numerosas ciudades de Licia y Caria se le sometieron, entre ellas Colofón, Éfeso y Sardes. Filetero, fundador de la dinastía atálida de Pérgamo, abandonó a Antígono y se pasó a las filas de Lisímaco. Antígono marchó a hacer frente a este y llamó en su auxilio a Demetrio. Este había invadido Tesalia en la primavera del 302 a. C., rodeando las Termópilas con la flota. Se apresuró a firmar una tregua con Casandro y desembarcó en Éfeso en otoño. Aprovechando su ausencia, Casandro volvió a imponer su autoridad en Tesalia y Fócide y derrocó a Pirro.
La llegada de Demetrio a Asia Menor puso en apuros a Lisímaco. Demetrio venció además a los refuerzos que Casandro le había enviado al mando de su hermano Pleistarco. Esto hizo que Lisímaco optase por retirarse a Heraclea Póntica en el invierno del 302 al 301 a. C., para esperar allí la llegada de Seleuco, que estaba invernado en Capadocia. Por su parte, Tolomeo había invadido Fenicia y se aprestaba a reunirse con Seleuco cuando le llegó el bulo de que Antígono había vencido ya y se batió en precipitada retirada.  La aparición en la zona de Seleuco con unos quinientos elefantes, acabó con el equilibrio de fuerzas entre los dos bandos, pese a la presencia de las tropas de Demetrio llegadas de Grecia. Antígono marchó finalmente contra la coalición en el 301 a. C. que había reunido sus ejércitos en el pueblo frigio de Ipsos. Pese a contar ya ochenta años, mandó en persona la falange. Fue vencido y muerto por una jabalina durante la subsiguiente batalla, una de las más trascendentes de toda la época helenística.

## Veneración
Siguiendo una práctica instaurada hacia el final del reinado de Alejandro Magno, Antígono fue objeto de culto en vida. En el año 311 a. C., la ciudad de Escepsis le dedicó un santuario con altar y estatua.  
En Atenas, se le otorgó el título honorífico de soter («salvador»), y contó con un sacerdote encargado de su culto.  
Hacia 306/305 a. C., la Liga de los insulares instauró en su honor un festival bienal conocido como las Antigonias.